# Valentina Rastvorovová
Valentina Xenofontovna Rastvorovová (17. června 1933 Oděsa, Sovětský svaz – 24. srpna 2018) byla sovětská a ruská sportovní šermířka, která se specializovala na šerm fleretem.
V průběhu své sportovní kariéry závodila pod jménem Valentina Kiseljovová. Je matkou Jevgenije Grišina (* 1959) a Jeleny Grišinové (* 1968). Sovětský svaz reprezentovala v padesátých a šedesátých letech. Jako sovětská reprezentantka zastupovala moskevskou šermířskou školu, která spadala pod Ruskou SFSR. Na olympijských hrách startovala v roce 1956, 1960 a 1964 v soutěži jednotlivkyň a družstev. V soutěži jednotlivkyň vybojovala na olympijských hrách 1960 stříbrnou olympijskou medaili. V roce 1958 získala titul mistryně světa v soutěži jednotlivkyň. Se sovětským družstvem fleretistek vybojovala tři zlatou (1960) a stříbrnou (1964) olympijskou medaili a celkem vybojovala s družstvem pět titulů mistryň světa (1956, 1958, 1961, 1963, 1966).